# Iscuandé (rijeka)
Iscuandé je rijeka u Kolumbiji. Ulijeva se u Tihi ocean.